# Kongsgård (Stavanger)

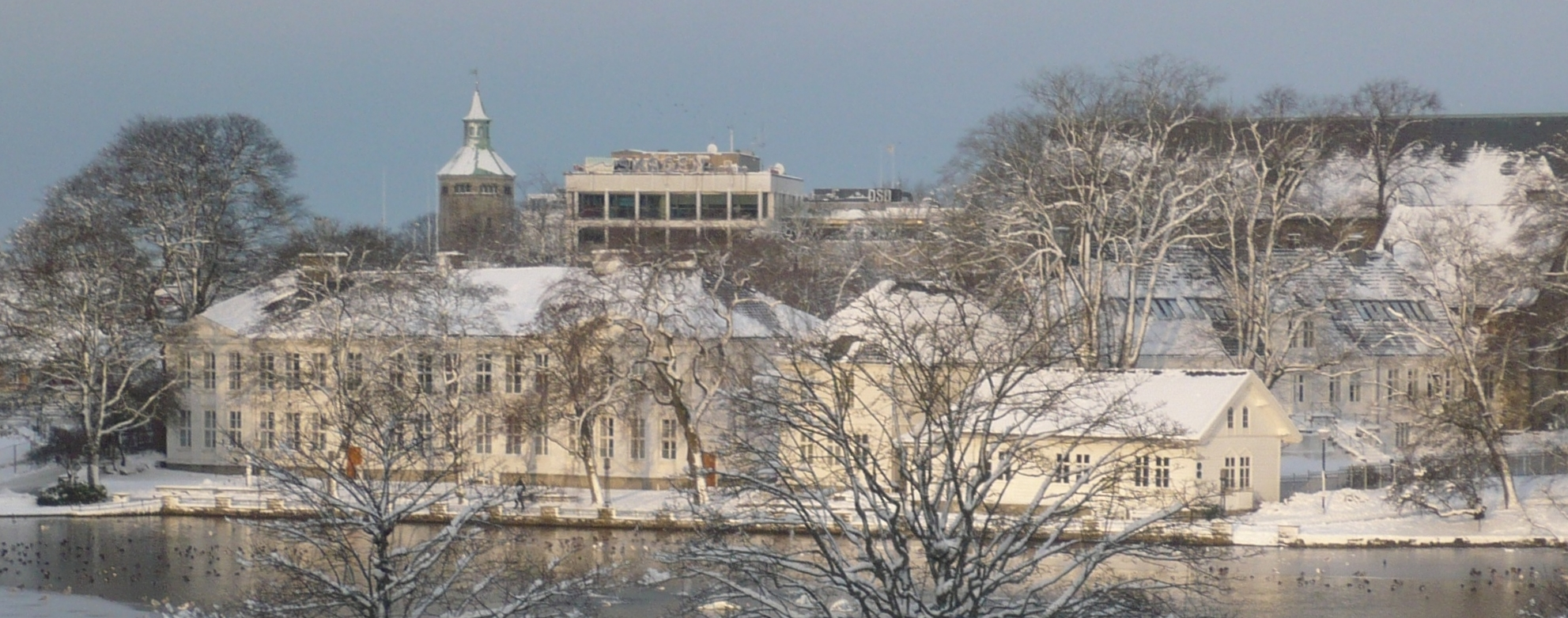
Blick auf Kongsgård im Winter, 2009

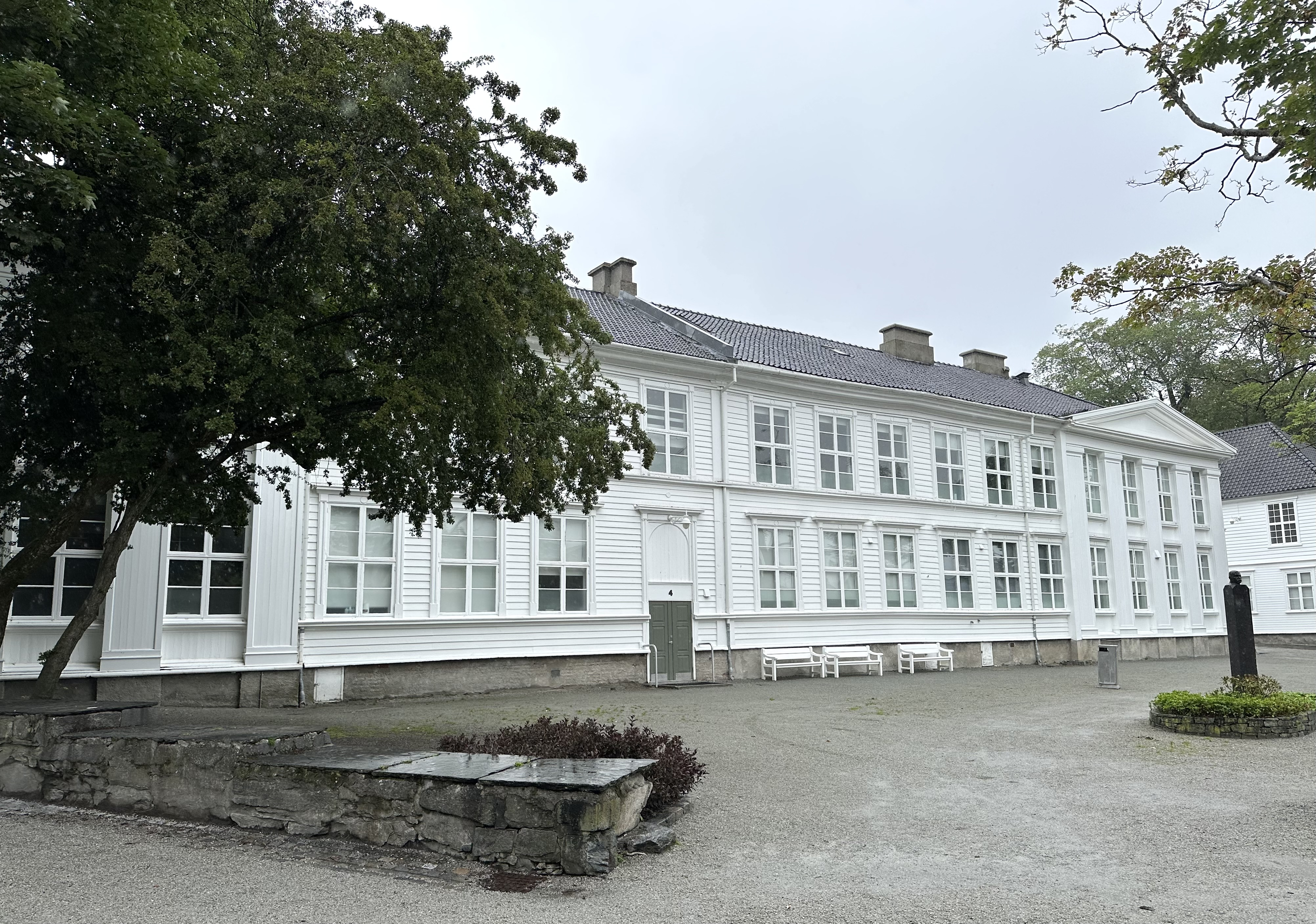
Kongsgård, 2023

Kongsgård ist ein zum Teil denkmalgeschützter Gebäudekomplex in der norwegischen Stadt Stavanger.

## Lage
Der Gebäudekomplex befindet sich im Stadtzentrum von Stavanger südöstlich des Hafens Vågen am Nordufer des Sees Breiavatnet unmittelbar südlich des Doms zu Stavanger. Südwestlich befindet sich die Skulptur Andemor.

## Architektur und Geschichte
Vom Mittelalter bis zur Reformation diente der vielfach umgebaute Komplex als Sitz des Bischofs von Stavanger. Der Name wird dahingehend gedeutet, dass der Hof ursprünglich von Magnus Lagabøte als königliches Anwesen gebaut und erst dann, vermutlich 1272, dem Bischof überlassen worden war, als der König keine Residenz in Stavanger mehr brauchte.
Anderen Angaben zufolge wurde im 13. Jahrhundert, vermutlich unter Bischof Arne, möglicherweise aber auch bereits unter Bischof Torgils, südlich der Kirche ein Bischofshof angelegt. Keller und Erdgeschoss wurden in massiver Bauweise aus Stein, das Obergeschoss hingegen aus Holz errichtet. Noch bis in das 18. Jahrhundert bestand vom Bischofshof ein überwölbter Gang zur Kathedrale. Als großer Festsaal bestand in der Anlage der julehallen (deutsch der Weihnachtssaal).
Denkmalgeschützt ist der Ostflügel der Anlage. Dort befindet sich auch die erstmals 1317 urkundlich erwähnte Bischofskapelle, die im Erdgeschoss in einer Ecke des Bischofshofs entstanden war und der persönlichen Nutzung durch den jeweiligen Bischof diente. Nach der Reformation gab es unterschiedliche Nutzungen der Kapelle, bis sie schließlich ab 1925 wieder als Kirche genutzt wurde.
Nach der Reformation fiel der Hof 1537 an den dänischen König und wurde für unterschiedliche Zwecke genutzt. Zeitweise war eine Militärgarnison untergebracht, dann wurde mit Malz gebraut. In der zweiten Hälfte des 16. Jahrhunderts verfiel die Anlage, obwohl sie als Sitz des Statthalters diente. Als Jørgen Kaas das Amt antrat, musste er ein Haus in der Nähe des Doms mieten, da Kongsgård zu sehr verfallen war. 1607 besuchte der König Christian IV. Stavanger und erlaubte danach Kaas Kongsgård wiederherzustellen. Im Jahr 1611 wurde der Hof als wiederhergestellt beschrieben.

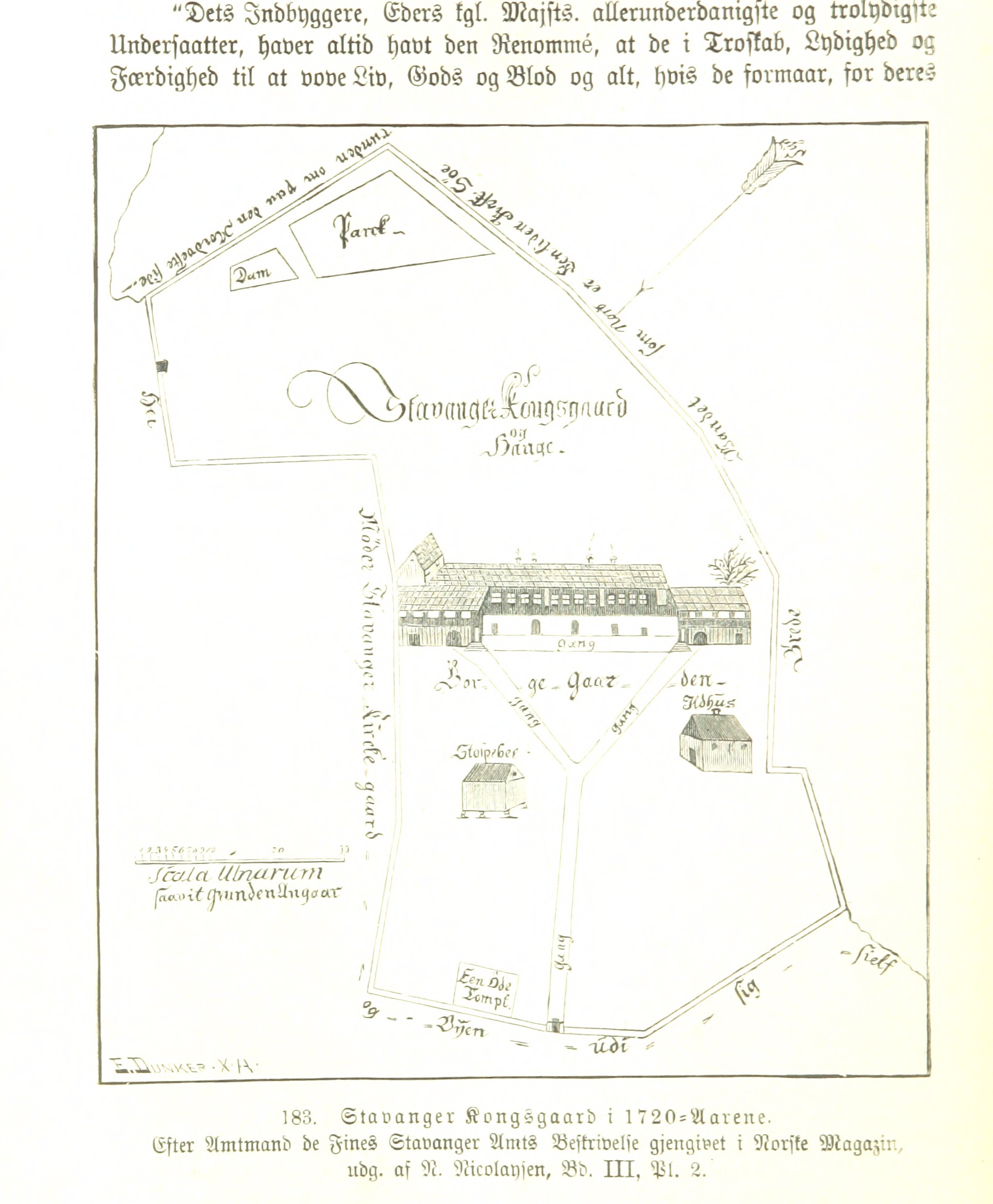
1720er Jahre

Kongsgård blieb Sitz regionaler Verwaltungsstrukturen, verfiel jedoch auf lange Sicht wieder. 1726 berichtete Bendix Christian, dass das Gebäude erneut nicht mehr bewohnbar war. Es fanden Instandsetzungen statt, die bauliche Situation blieb aber schlecht. Unter Amtmann Henrik Tillisch wurde das alte Haus abgerissen und 1759 ein Neubau errichtet, der noch heute das Haupthaus von Kongsgård darstellt. Nachdem 1799 der letzte Amtmann Fredrik Otto Scheel bankrottgegangen war, wurde das Anwesen versteigert und so an privat veräußert. 1801 kaufte der vermögendste Einwohner Stavangers, Gabriel Schanche Kielland, das Anwesen. 1821 erbte es sein Schwiegersohn Eiler Hagerup Schiøtz. Letztlich gelangte das Gebäude dann in städtisches Eigentum.
Am 2. Oktober 1824 erhielt die Stadt die königliche Genehmigung, eine Schule einzurichten. Nach Bauarbeiten wurde am 26. November 1826 der Schulbetrieb aufgenommen. Seitdem wird in Kongsgård eine öffentliche Schule unterhalten, die seit 1936 ihren heutigen Namen Stavanger katedralskole trägt. Eine schulische Nutzung hatte es auch in den Jahrhunderten zuvor gegeben. Eine erste Domschule bestand bereits in der Mitte des 13. Jahrhunderts, in einem kleinen Steingebäude am Hang unterhalb des Doms.

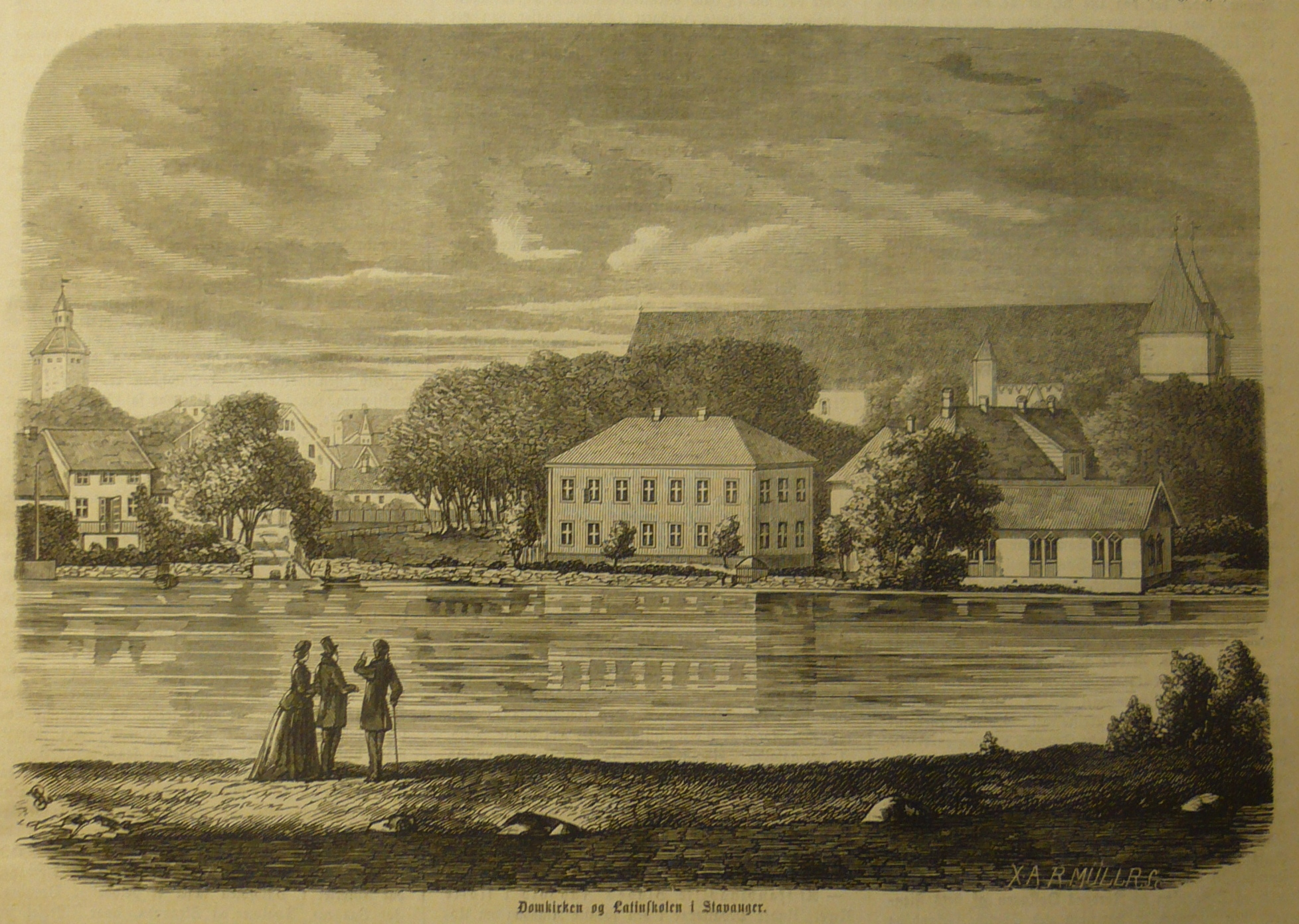
1867

Anlässlich eines Besuchs von Kronprinz Oskar im Jahr 1833 wurde die große steinerne Treppe errichtet. 1852 wurde ein Schulgebäude am Breiavatnet in Betrieb genommen, das 1877 und 1905 erweitert wurde. 1861 erhielt die Schule einen Turnraum, 1868 eine Bibliothek.
Während des Zweiten Weltkriegs wurde das Anwesen von den deutschen Besatzungstruppen als Sitz des Ortskommandanten genutzt. Bei einem Brand am Ostersonntag 1942 wurden große Teile des Haupthauses beschädigt. Die deutsche Kommandantur wollte zunächst ein Löschen durch die Feuerwehr nicht zulassen, wodurch das Dachgeschoss zerstört wurde. Nach Kriegsende erfolgte wieder eine Nutzung als Schule.
Von 2000 bis 2005 erfolgte eine umfangreiche Modernisierung und archäologische Grabungen im Keller. Dabei wurden Reste eines steinernen Fußbodens aus der Zeit des Mittelalters gefunden. Auch die historischen mittelalterlichen Mauern wurden gereinigt. Rekonstruiert wurde auch der Riddersalen genannte Festraum der Schule.

## Garten
Vermutlich bereits in den 1260er Jahren wurden Gärten mit einer Terrassenkonstruktion angelegt, die in einen Hügel eingearbeitet wurden. Entlang der Südseite der Kathedrale entstand eine mächtige Stützmauer, die zum Teil noch erhalten ist. Zum Breiavatnet hin wurden Aufschüttungen vorgenommen, so dass in diesem Areal sowohl der Hof des Bischofs als auch sein Garten Platz fanden. Eine urkundliche Erwähnung des Gartens als der des Bischofs Arne ist aus dem Jahr 1299 als Pomerium überliefert. Weitere Erwähnungen erfolgten 1578 und 1601. Im Jahr 1610 wird ein Kohlgarten samt Gartenhaus genannt. 1640 legte Henrik Thott einen Kräutergarten mitsamt Fischteichen an. 1692 hatte Kongsgård mit Nils Olsen Langaard einen eigenen Gärtner. In der Mitte des 18. Jahrhunderts ließ Amtmann Tillisch den Garten im Stil der Renaissance umgestalten. Der Küchengarten lag nun direkt unterhalb des Chors der Kathedrale. Es folgten weitere Umgestaltungen. 1866 wurde der Garten des Kongsgårds Teil des Stadtparks.